# Eskişehir Basket
O Eskişehir Basket Spor Kulübü foi um clube de basquetebol baseado em Esquixequir, Turquia que disputava a BSL. Mandava seus jogos no Ginásio Esportivo da Universidade Anadolu com capacidade para 5.000 espectadores. Em 12 de julho de 2018 a diretoria do clube optou por encerrar as atividades em virtude de problemas financeiros.

## Histórico de Temporadas
| Temporada | Nível | Liga | Pos. | J     | PL  | Resultado           | Copas domésticas  | Competições internacionais |
| --------- | ----- | ---- | ---- | ----- | --- | ------------------- | ----------------- | -------------------------- |
| 2008-09   | 2     | TBL2 | 5    | 13-9  |     |                     |                   |                            |
| 2009-10   | 2     | TBL2 | 1    | 16-6  | 4-0 | Promovidofinalista  |                   |                            |
| 2010-11   | 1     | BSL  | 7    | 17-13 | 2-3 | Quartas de finais   | Quartas de finais |                            |
| 2011-12   | 1     | BSL  | 14   | 8-22  |     |                     | Fase de grupos    | 3EuroChallenge TR          |
| 2012-13   | 1     | BSL  | 14   | 8-22  |     |                     | Fase de grupos    |                            |
| 2013-14   | 1     | BSL  | 14   | 8-2   |     |                     | Fase de grupos    |                            |
| 2014-15   | 1     | BSL  | 15   | 9-21  |     | Rebaixado           | Fase de grupos    |                            |
| 2015-16   | 2     | TBL  | 15   | 13-21 |     |                     |                   |                            |
| 2016-17   | 2     | TBL  | 2    | 28-6  | 3-3 | Promovido finalista |                   |                            |
| 2017-18   | 1     | BSL  | 7    | 16-14 | 0-2 | Quartas de finais   |                   |                            |

fonte:eurobasket.com

## Jogadores notáveis
- Bekir Yarangüme
- Can Akın
- Mehmet Yağmur
- Reha Öz
- Artsiom Parakhouski
- Filip Videnov
- Jordan Bachynski
- David Jelínek
- Christos Tapoutos
- Renaldas Seibutis
- Vidas Ginevičius
- Predrag Samardžiski
- Vladimir Štimac
- Chris Wright
- Darius Washington, Jr.
- Jerome Randle
- Matt Walsh
- Seth Doliboa
- Torin Francis
- Wesley Wilkinson
- Jeff Ayres